# Четверта рано
Четверта рано (пол. Czwarta Rano) — кабаре засноване 2015 року у Львові польськими та українськими митцями. Попередня назва "Львівське артистичне кабаре" (пол. Lwowski Kabaret Artystyczny), з 15 квітня 2018 року – Львівське артистичне кабаре "Четверта рано" (пол. Lwowski Kabaret Artystyczny "Czwarta Rano")

## Коротка історія кабаре у Львові
80-90 років тому Львів вважали містом ресторанів і кабаре. Заради розваги на сцені, яка ще не була театром, але вже й не вуличною буфонадою, до Львова з'їжджалися люди з усієї тодішньої Польщі та навіть сусідніх країн. До творення цієї культури ще наприкінці ХІХ століття найбільше долучився Тадеуш Бой-Желенський, але також сценарії виступів писали й інші видатні письменники.
|  | «У Львові культура кабаре була прийнята з Парижу, адаптована і перетворена на щось цілковито своє, ще у 80-х роках ХІХ століття. Львів – місто, просто створене для кабаре, воно органічно вписувалося в його культуру, тим більше, то були часи, з одного боку, батярської слави, з іншого – буму молодих літераторів, драматургів, акторів, і все це разом дало вибуховий результат. Утворилося кабаре менш атракційне, зате більш мистецьке, більш глибоке, ніж це було прийнято у Франції» |

У різні історичні періоди публіка, яка зачащала до кабаре, змінювалась відповідно до умов. Можна сказати, що кожні кілька років виростало нове покоління артистів кабаре. У Львові їх продукувало, в першу чергу, студентське середовище, яке виховувалося в школі кабаре старших колег. Вистави у кабаре ставали місцями зустрічі митців, революціонерів, письменників і поціновувачів доброго театру водночас.

## Артистичний склад кабаре
Наталія Кухар, Оксана Шульба, Дмитро Каршневич, Віктор Лафарович.
За фортеп'яно Григорій Скалозубов.
Хореографія — Юлія Скиба.

### Попередній склад
У різних складах кабаре можна було побачити, таких акторів, як Марта Кулай, Олеся Галканова, Анна Брацук, Тетяна Джумак. Серед музикантів — Андрій Сорока, Андрій Ящук і Тарас Яцишин.

## Мета проекту
Метою проекту було відновлення багатих традицій культури Львова, які творили до 1939 року єврейські, польські та українські митці та актори на численних кабаре-сценах, які функціонували у Львові від початку ХХ століття, а також в ефірі передвоєнного львівського радіо. Львівське Артистичне Кабаре є літературним проектом, іноді рефлексивним, використовує різні творчі ідеї та торкається тем, які не завжди можна назвати розважальними. Його аудиторією є глядачі, які прагнуть не тільки посміятися, але й також замислитись та зронити сентиментальну сльозу.

## Програми та вистави
Прем'єра першої програми під назвою «Приятель зі Львова» відбулася на сцені «Ресторації Бачевських» в новорічну ніч на 2016 рік, другої вистави «Дівчина та генерал» — 2018 року.

### «Кумпель зі Львова»
Сценаристом, автором текстів та режисером до «Кумплів (приятелів) зі Львова» виступив Славомір Ґовін з Варшави. Також з Варшави й музичний керівник програми Еуґеніуш Майхшак.
Події вистави «Приятель зі Львова» точаться навколо кумедних перипетій поляка Стаха та українця Дмитра, які й відбуваються власне у Львові. Авторами музики стали Станіслав Вєлянек та Мацей Врублевський. Були використані українські композиції, зокрема Володимира Івасюка.

### «Дівчина та генерал»
Це сценічна розповідь про життя Ірини Яросевич, українки та львів'янки, доля якої під час війни склалася так, що вона закохалася в польського генерала, відомого героя Другої світової війни Владислава Андерса. Вона стала його дружиною, а після його смерті — хранителькою пам'яті про генерала та його досягнення, великою дамою (світською левицею) емігрантів Лондона.
Ірина Яросевич була надзвичайно талановитою співачкою та акторкою, яка відома під сценічним псевдонімом Рената Богданська. Вона обрала його на початку своєї кар'єри, щоб не поєднувати свою сценічну діяльність з прізвищем свого батька, відомого у Львові греко-католицького священика. Свій псевдонім Ірина пов'язувала з ім'ям Богдана Весоловського, чудового друга молодості, для якого вона була улюбленою музою. Саме під його наглядом вона робила перші кроки на сцені, співала його пісні в ранній юності, а пізніше, вже у зрілому віці, в Лондоні, а також в інших містах Європи та Америки.
У 1940 році вона приєдналася до акторської групи Генрика Варса у Львові, до якої входили найвидатніші митці, які переховувались від німців. Незабаром, під час турне тодішнім Радянським Союзом, вона співала польською, українською та російською мовами, здобуваючи щораз більше визнання. Вона покинула СРСР разом з армією генерала Андерса. А пройшовши з нею весь бойовий шлях, добралася до Лондона, в якому мешкала до кінця свого життя, часто повертаючись у своїх спогадах та на сцені до свого львівського коріння. В історії її життя є все, що може розважити та водночас розчулити — велика війна, велика любов, велика музика та велика туга.

## Особливі розваги для особливої публіки
Львівське артистичне кабаре «Четверта рано» відроджує культуру кабаре у Львові 30-тих років минулого століття, коли існувала унікальна культура й атмосфера, яка має право на життя й сьогодні.
|  | «Для хорошого кабаре сьогодні важливо відновити ту атмосферу, яка панувала у Львові близько 100 років тому. Ми хочемо запропонувати альтернативний відпочинок людям, які не ходять по дискотеках, повернути Львів до традицій і запустити таку хвилю, яку, можливо підхоплять інші заклади та театральні колективи» |